# Siccar Point
Siccar Point es un entrante rocoso en el mar del Norte, en el condado de Berwickshire en la costa este de Escocia (Reino Unido). Es famoso en la historia de la geología porque en él James Hutton encontró en 1788 la discordancia que más tarde recibiría el nombre del descubridor, discordancia de Hutton, lo que el geólogo de la Ilustración escocesa consideró una prueba concluyente de su teoría uniformista de la evolución geológica.

## Historia

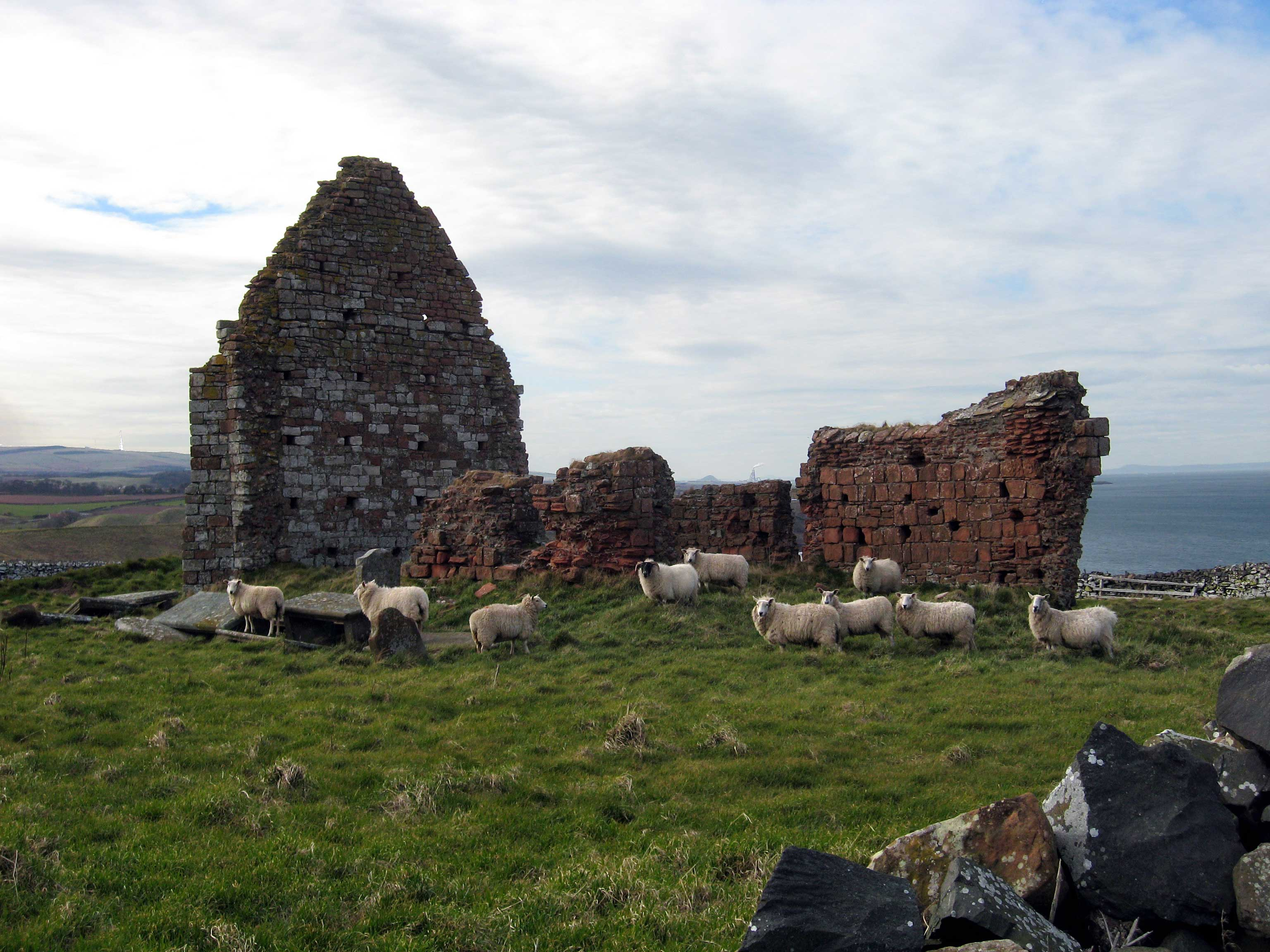
Capilla de Santa Elena.

Siccar Point fue el sitio de un dun, o pequeño castro, en el territorio de los antiguos britones.
En el comienzo del siglo XXI se encontraba en la parroquia de Cockburnspath pero anteriormente perteneció a la parroquia de Old Cambus, desde la cual la antigua iglesia parroquial capilla de Santa Elena sobrevive como una ruina alrededor de un kilómetro al oeste de la punta. La iglesia está construida en estilo románico, con una mezcla de arenisca roja vieja que, según se cree, fue extraída de la cercana bahía de Greenheugh.[cita requerida] y de roca grauvaca también utilizada en la construcción de vallas de piedra seca que forman los límites de los campos. Es probable que el antiguo poblado medieval de Old Cambus estuviese más cercano a Siccar Point que la aldea actual del Old Cambus.
Al sur del cabo en el siglo XX los trabajos de cantería de grauvaca, para ser utilizada como grava de carreteras, dejaron un socavón conocido como cantera Old Cambus y el cual fue ocupado por un mercado central de frutas y verduras.

## Discordancia de Hutton

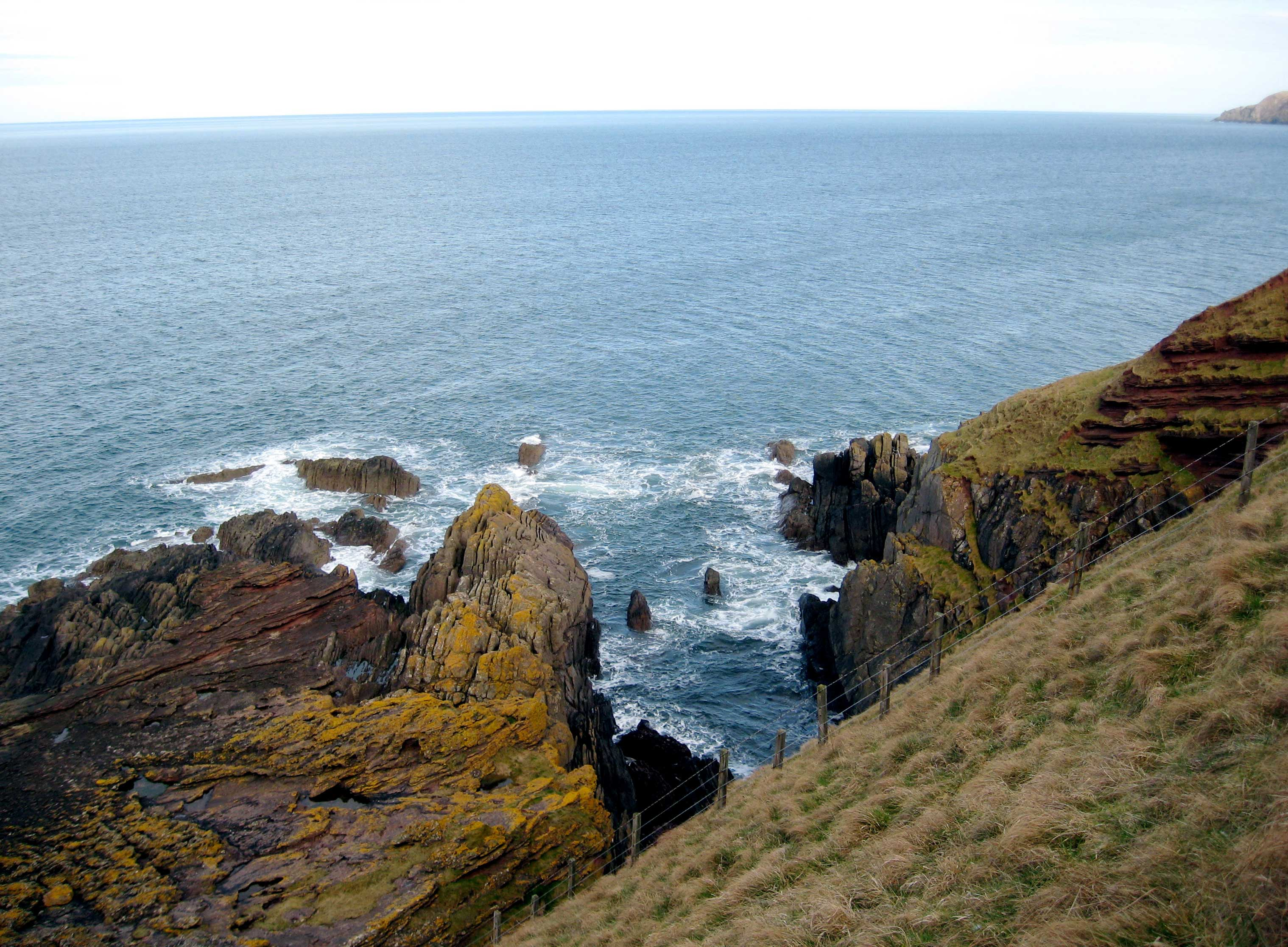
El punto de la foto muestra un lecho con suave pendiente de arenisca roja sobre estratos verticales de grauvaca, formando un clásico ejemplo de discordancia de Hutton.

Siccar Point es famoso en la historia de la geología como resultado de un viaje en barco en 1788 en el que James Hutton, con James Hall y John Playfair, observó la discordancia angular que Hutton considera como una prueba concluyente de su teoría uniformista de la evolución geológica. Capas de grauvaca silúrica (de unos 425 millones de años) en los estratos inferiores de la pared del acantilado se inclinan casi verticalmente, y por encima de una capa intermedia de conglomerado se encuentran capas horizontales de Old Red Sandstone, una arenisca roja devónica (325 millones de años).